# Василь (Богоявленський)
Архієпископ Василь (в миру: Василь Дмитрович Богоявленський; 1 лютого 1867, село Старе Сеславине, Козловський повіт, Тамбовська губернія — 27 серпня 1918) — єпископ Російської православної церкви (безпатріаршої), архієпископ Чернігівський і Ніжинський Відомства православного сповідання Російської імперії. Причислений до святих Російської православної церкви.

## Біографія
Народився в родині священика. Родич митрополита Володимира (Богоявленського).
Закінчив Тамбовську духовну семінарію в 1888, Казанську духовну академію 1900 зі ступенем кандидата богослов'я. Магістр богослов'я (1907, тема дисертації: «Друга книга Макавіїв. Досвід ісагогічного дослідження»).

### Священик і чернець
20 вересня 1888 був рукоположений у диякони, був учителем однокласної церковно-парафіяльної школи.
11 березня 1890 висвячений на священика до церкви села Вівсянки, Кирсановського повіту Тамбовської єпархії. На цій посаді перебував до 1896, будучи, водночас, завідувачем і законовчителем церковно-парафіяльної школи. Невиліковна хвороба дружини змусила його розлучитись з рідною єпархією та переселитися в Казань, де він навчався в академії і продовжив священицьке служіння в кафедральному соборі, церкви Троїце-Феодорівського жіночого монастиря і в цвинтарній церкві. Був законовчителем ряду навчальних закладів.
В 1908, після кончини дружини, прийняв чернечий постриг в Свято-Троїцькій Олександро-Невській Лаврі і незабаром призначений ректором Чернігівської духовної семінарії зі зведенням в сан архімандрита.

### Архієрей
26 липня 1909 хіротоносан в єпископа Сумського, вікарія Харківської єпархії. Керував благоустроєм Курязького Преображенського монастиря.
З березня 1911 — єпископ Новгород-Сіверський, вікарій Чернігівської єпархії.
С 12 травня 1911 року — єпископ Чернігівський і Ніжинський. За його ініціативою була видана книга-альбом «Картини церковного життя Чернігівської єпархії». Побудований Миколаївський єпархіальний будинок з величним храмом, залом для релігійно-просвітницьких цілей і цілим рядом благодійних єпархіальних установ при ньому. Створено два нових великих будинки для прочан, що перебували на поклоніння до мощей святителя Феодосія. Організовано туберкульозний санаторій для вихованців духовної семінарії. Про нього відзивалися як про прекрасного адміністратора та вмілого господарника.
5 жовтня 1916 зведений в сан архієпископа.
Був членом Святішого Синоду, виконував обов'язки голови Видавничої ради при Синоді.
В 1917 двічі заарештовувався революційними властями Чернігівської губернії. За розпорядженням Тимчасового уряду в числі інших архієреї був звільнений від присутності в Св. Синоді. 6 травня був відправлений на спочинок як «не відповідний революційного духу часу». Переведено до Миколаївської Теребенської пустель Тверської єпархії; потім якийсь час керував Московським Заіконоспаським монастирем.

## Мученицька кончина
Брав участь у діяльності Помісного собору (1917—1918), звідки в 1918 був відряджений в Перм на чолі комісії для розслідування обставин вбивства архієпископа Андроника (Нікольського). До складу комісії входили також делегати Собору: архімандрит Матвій (Померанцев), ректор Пермської духовної семінарії та Олексій Данилович Звєрєв, мирянин Московської єпархії, місіонер.
Після проведення слідства Владика з іншими членами комісії виїхав з Пермі, однак їхній поїзд 27 серпня 1918 був зупинений між Перм'ю і В'яткою. У вагон увірвалися червоноармійці, убили членів комісії, а тіла їх викинули з поїзда. Самого владику скинули з Камського мосту в річку. Тіло архієпископа поховали місцеві селяни, але коли до його могили почалися паломництва, більшовики викопали тіло священномученика й спалили його.

## Канонізація
Причислений до лику святих новомучеників і сповідників Російських на Ювілейному Архієрейському Соборі Руської Православної Церкви в серпні 2000 для загальноцерковного шанування. Одночасно були канонізовані і загиблі разом з ним члени соборної комісії.